# Plumpton Green
Plumpton Green – wieś w Anglii, w hrabstwie East Sussex. Leży 8,3 km od miasta Lewes i 64,6 km od Londynu. W 2015 miejscowość liczyła 1130 mieszkańców.